# 陶峻
陶峻（1877年—？）湖北孝感人。清末政治人物。

## 生平
陶峻是清朝优贡。曾经留学日本，毕业于日本法政大学。归国后，陶峻出任湖北民选资政院议员。 